# Хэдон косын чон
«Хэдо́н косы́н чон» (кор. 해동고승전, 海東高僧傳, Haedong goseung jeon, или «Жизнеописания достойных монахов [Страны], [что к] востоку [от] моря» — собрание жизнеописаний выдающихся деятелей раннего корейского буддизма, составленное в начале XIII в. буддийским монахом Какхуном (кор. 각훈, 覺訓). Сохранность памятника неполная — из минимум пяти томов (буквально «свитков», кор. 권, 卷) до нашего времени дошли только два тома. Значительно уступая по объёму таким важнейшим произведениям историографии эпохи Корё, как «Самгук саги» и «Самгук юса», «Хэдон косын чон», однако, является ценным источником сведений по истории раннего корейского буддизма.

## Авторство и датировка памятника
Автором «Хэдон косын чон» был буддийский монах Какхун (после 1152 – ок. 1220). Отдельного жизнеописания Какхуна (если оно когда-либо существовало) не сохранилось до наших дней, и современные исследователи вынуждены черпать сведения о нём из разрозненных упоминаний в различных источниках — прежде всего, из краткой ремарки в начале «Хэдон косын чон»: 
«Настоятель монастыря Ёнтхонса, [что на] горе Огвансан [к] северу [от] столицы, ничтожный подданный [государя] учёный монах-шрамана Какхун, [которому было] пожаловано [право носить] пурпурное [облачение], приняв высочайшее повеление, составил [эту книгу]».
 Монастырь Ёнтхон-са (кор. 영통사, 靈通寺), принадлежавший в указанную эпоху буддийской школе Хваом Доктринального направления, являлся одним из крупнейших храмов Кэгёна и пользовался особым покровительством корёских государей.
Кроме того, известно, что Какхун был близким другом выдающихся корейских литераторов той эпохи, известных как «Семеро мудрецов [из Страны], [что к] востоку [от] реки» (кор. Канчва чхирхён 강좌칠현, 江左七賢). Из упоминаний о Какхуне, рассеянных по сочинениям этих авторов, можно установить предположительные даты его жизни, а также сделать некоторые выводы о характере его поэтического творчества, напоминавшего современникам стихи танского поэта Цзя Дао.
Объём литературного наследия Какхуна был довольно велик, судя по тому, что его сочинения в своё время составили целый сборник (к настоящему времени утраченный). Из произведений этого автора до нашего времени частично сохранилось лишь одно — «Хэдон косын чон».
Точная дата создания Какхуном «Хэдон косын чон» неизвестна, но можно предположить, что этот текст был написан в промежутке между 1215 г. (дата, упоминаемая в авторском предисловии) и 1220 г. (годом смерти Какхуна — ибо известно, что он продолжал свою работу над этим сочинением буквально до последних дней жизни).

## Жанровая принадлежность и источниковая база памятника
Сочинение Какхуна выдержано в традициях дальневосточного жанра жизнеописания (кит. чжуань, кор. чон 전, 傳). При написании своего сочинения Какхун ориентировался на образцы китайской буддийской историографии — «Лянские жизнеописания достойных монахов» (VI в.) и последующие произведения в этом жанре.
Фактический материал Какхун черпал из самых разных текстов. Некоторые из них (китайские сборники монашеских жизнеописаний, а также официальные истории, в частности — «Самгук саги») сохранились до нашего времени, но значительная часть цитируемых Какхуном произведений ныне утрачена. Кроме того, Какхун включал в своё сочинение и данные устных источников — записанные им самим предания и легенды.
Детальное сравнение произведения Какхуна с сохранившимися до нашего времени текстами его источников показывает, что Какхун воспроизводил оригиналы без существенных отклонений, что позволяет предположить, что приводимые в его сочинении цитаты из ныне утраченных произведений также верны своим оригиналам.

## Структура памятника
Сохранившаяся до наших дней часть памятника состоит из двух томов, относящихся к разделу «Проповедники буддийского учения».
Том 1 включает в себя «рассуждение» (авторское предисловие, содержащее краткие сведения из истории распространения буддизма от Индии до Кореи) и биографии Шунь-дао, Манмёна, Ыйёна, Тань-ши, Малананды, Адо, Попкона и Побуна, а том 2 — биографии Кактока, Чимёна, Вонгвана, Анхама, Арьявармана, Хеопа, Херюна, Хёнгака, Хёню и Хёндэ-пома.
Некоторые из входящих в состав памятника биографий включают в себя самостоятельные вставные жизнеописания, объём которых варьируется от нескольких фраз до развёрнутых повествований, сопоставимых по размеру с обрамляющим их основным текстом. Более половины биографий заканчиваются славословиями.
По содержанию эти биографии можно разделить на четыре крупные группы. Первые шесть биографий (Шунь-дао, Манмён, Ыйён, Тань-ши, Малананда и Адо) посвящены проповедникам, впервые принёсшим буддизм в Корею, две биографии (Попкон и Побун) — государям Силла, содействовавшим распространению буддизма в своих владениях, четыре биографии (Какток, Чимён, Вонгван и Анхам) — наставникам, прошедшим курс обучения в Китае и вернувшимся на родину с буддийскими текстами, реликвиями и изображениями, и ещё шесть биографий (Арьяварман, Хеоп, Херюн, Хёнгак, Хёню и Хёндэ-пом) — паломникам, отправившимся в Индию для поклонения святыням буддизма.
Эти жизнеописания в целом бессюжетны и строятся по общему шаблону со стандартным набором (но варьирующимся числом) элементов, порядок которых, как правило, одинаков.

## Язык и стилистика памятника
Произведение Какхуна написано на литературном китайском языке кор. ханмун 한문, 漢文) и представляет собой сложную мозаику цитат из разнообразных произведений, перемежающихся пассажами, принадлежащими кисти самого Какхуна — авторскими рассуждениями, славословиями, «психологическими портретами» героев. Памятник в целом написан благородно-лаконичной высокой прозой, насыщенной классическими цитатами и аллюзиями, что как нельзя лучше соответствует основной цели, ради которой создавалось это произведение — прославлению выдающихся деятелей корейского буддизма.

## Судьба памятника
Первые века после своего создания произведение Какхуна пользовалось широкой известностью, но затем было забыто и частично утрачено. До нашего времени сохранились лишь два тома этого памятника, обнаруженные и введённые в научный оборот в начале XX в., хотя первоначальный объём «Хэдон косын чон» составлял минимум пять томов.
Имеются многочисленные публикации «Хэдон косын чон» на языке оригинала и его современные корейские переводы, среди которых особо выделяется фундаментальное критическое издание, подготовленное южнокорейским исследователем Чан Хвиоком. Существуют также английский и русский переводы этого памятника.